# Al-Asadijja
Al-Asadijja – wieś w Syrii, w muhafazie Al-Hasaka, w dystrykcie Ras al-Ajn. W 2004 roku liczyła 1674 mieszkańców.